# Spiridens perichaetialis
Spiridens perichaetialis är en bladmossart som beskrevs av Edwin Bunting Bartram och B. Willis 1957. Spiridens perichaetialis ingår i släktet Spiridens och familjen Spiridentaceae. Inga underarter finns listade i Catalogue of Life.